# Concierto para piano n.º 4 (Rajmáninov)

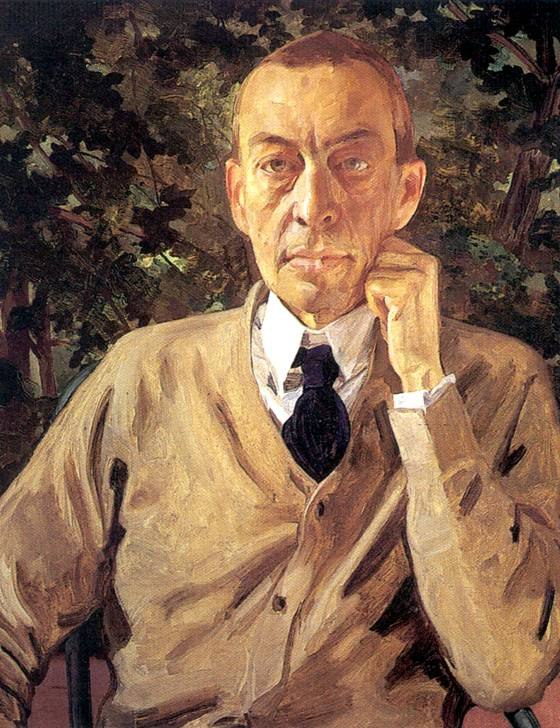
Serguéi Rajmáninov (1925) retratado por Konstantin Somov.

El Concierto para piano n.º 4 en sol menor, Op. 40 fue compuesto por Serguéi Rajmáninov en 1926. 

## Historia
La obra actualmente existe en tres versiones. Tras su poco exitoso estreno realizó cortos y otros arreglos antes de su publicación en 1928. Debido a la continua falta de éxito, abandonó la obra, revisándola y republicándola finalmente en 1941. La versión basada en el manuscrito original fue lanzada en el año 2000 por los sucesores de Rajmáninov para que fuera publicado y grabado. La obra está dedicada a Nikolai Medtner, quien en respuesta le dedicó a Rajmáninov su Concierto para piano n.º 2.

## Discografía selecta

### Versión manuscrita
- 2001 – Alexander Ghindin al piano con la Orquesta Filarmónica de Helsinki dirigida por Vladímir Ashkenazi.

### Versión de 1928
- 1992 – William Black al piano con la Orquesta Sinfónica de Islandia dirigida por Igor Buketoff.

### Versión de 1941
- 1941 – Serguéi Rajmáninov al piano con la Philadelphia Orchestra dirigida por Eugene Ormandy.
- 1957 – Arturo Benedetti Michelangeli al piano con la Philharmonia Orchestra dirigida por Ettore Gracis.
- 1965 – Earl Wild al piano con la Royal Philharmonic Orchestra dirigida por Jascha Horenstein.
- 1972 – Vladimir Ashkenazy al piano con la London Symphony Orchestra dirigida por André Previn.
- 1996 – Jean-Yves Thibaudet al piano con la Cleveland Orchestra dirigida por Vladímir Ashkenazi.
- 2006 – Boris Berezovsky al piano con la Ural Philharmonic Orchestra dirigida por Dmitri Liss.
- 2023 - Yuja Wang al piano con Los Angeles Philharmonic Orchestra dirigida por Gustavo Dudamel